# Hirtodrosophila durantae
Hirtodrosophila durantae är en tvåvingeart som först beskrevs av Bock och Michael J. Parsons 1979.  Hirtodrosophila durantae ingår i släktet Hirtodrosophila och familjen daggflugor. Inga underarter finns listade i Catalogue of Life.